# Гегінс Тауншип (округ Скайлкілл, Пенсільванія)
Гегінс Тауншип (англ. Hegins Township) — селище (англ. township) в США, в окрузі Скайлкілл штату Пенсільванія. Населення — 3337 осіб (2020).

## Демографія
Згідно з переписом 2010 року, у селищі мешкало 3516 осіб у 1493 домогосподарствах у складі 1016 родин. Було 1614 помешкання
Расовий склад населення:
| - 98,5 % — білих - 0,3 % — азіатів - 0,1 % — корінних американців - 0,1 % — чорних або афроамериканців |

До двох чи більше рас належало 0,6 %. Частка іспаномовних становила 0,7 % від усіх жителів.
За віковим діапазоном населення розподілялося таким чином: 20,2 % — особи молодші 18 років, 60,9 % — особи у віці 18—64 років, 18,9 % — особи у віці 65 років та старші. Медіана віку мешканця становила 44,4 року. На 100 осіб жіночої статі у селищі припадало 102,2 чоловіків;  на 100 жінок у віці від 18 років та старших — 99,8 чоловіків також старших 18 років.
Середній дохід на одне домашнє господарство  становив 58 893 долари США (медіана — 50 811), а середній дохід на одну сім'ю — 65 550 доларів (медіана — 59 423). Медіана доходів становила 41 768 доларів для чоловіків та 30 346 доларів для жінок. За межею бідності перебувало 5,0 % осіб, у тому числі 1,2 % дітей у віці до 18 років та 6,8 % осіб у віці 65 років та старших.
Цивільне працевлаштоване населення становило 1791 особа. Основні галузі зайнятості: виробництво — 23,3 %, освіта, охорона здоров'я та соціальна допомога — 18,4 %, роздрібна торгівля — 9,6 %, сільське господарство, лісництво, риболовля — 8,5 %.